# シオン・キリスト教団
シオン・キリスト教団（シオン・キリストきょうだん）は日本のプロテスタントホーリネス系福音派の団体。日本福音同盟　(JEA)　と日本聖化交友会　(JHA) に加盟している。

## 歴史
- 1934年 岸田愛治は日本宣教会の相田喜介の薫陶を受けて大井町で伝道をしていたが、結婚を機に初子夫人と共に蒲田に伝道を開始し基督宣教会を設立した。蒲田賜恩教会を設立した。
- 1939年 沼津基督宣教会設立。東京日本橋の蔦田二雄のリヴァイヴァル運動に参加する。
- 1941年 日本基督教団の成立に伴い第七部として参加する。
- 1947年 戦時中の蒲田大空襲で教会は焼失し、御獄山に移ったが、再び蒲田に移る。
- 1949年 新会堂の建設。その後、茅ヶ崎、沼津、川崎、茨城、横浜の各地に教会を建設した。
- 1967年 日本基督教団を離脱して、宗教法人シオン・キリスト教会を設立した。
- 1995年 第32回年次総会にて教会創立60周年を機に名称をシオン・キリスト教団と変更した。

## 特色
- ジョン・ウェスレーによって啓示された、ウェスレアン主義を基調とする伝統的な信仰の教理を保持する。